# 南非雙邊魚
南非雙邊魚為輻鰭魚綱鱸形目鱸亞目雙邊魚科的其中一個種，分布於南非的淡水及半鹹水水域，體長可達9公分，生活在水質清澈的河口、溪流及沿岸，屬肉食性，以昆蟲及小魚為食。